# Chlorissa discessa
Chlorissa discessa är en fjärilsart som beskrevs av Walker 1861. Chlorissa discessa ingår i släktet Chlorissa och familjen mätare. Inga underarter finns listade i Catalogue of Life.